# Liste der Bürgermeister von Montreal
Diese Liste enthält die Bürgermeister von Montreal, der größten Stadt der kanadischen Provinz Québec.
| #   | Bild                                             | Name                                             | Amtszeit  | Lebensdaten | Partei                                 |
| --- | ------------------------------------------------ | ------------------------------------------------ | --------- | ----------- | -------------------------------------- |
| 01. |                                                  | Jacques Viger                                    | 1833–1836 | 1787–1858   |                                        |
|     | Verwaltung durch den Spezialrat für Niederkanada | Verwaltung durch den Spezialrat für Niederkanada | 1836–1840 |             |                                        |
| 02. |                                                  | Peter McGill                                     | 1840–1842 | 1789–1860   |                                        |
| 03. |                                                  | Joseph Bourret (1. Amtszeit)                     | 1842–1844 | 1802–1859   |                                        |
| 04. |                                                  | James Ferrier                                    | 1844–1846 | 1800–1888   |                                        |
| 05. |                                                  | John Easton Mills                                | 1846–1847 | 1796–1847   |                                        |
|     |                                                  | Joseph Bourret (2. Amtszeit)                     | 1847–1850 | 1802–1859   |                                        |
| 06. |                                                  | Édouard-Raymond Fabre                            | 1850–1851 | 1799–1854   |                                        |
| 07. |                                                  | Charles Wilson                                   | 1851–1854 | 1808–1877   |                                        |
| 08. |                                                  | Wolfred Nelson                                   | 1854–1856 | 1791–1863   |                                        |
| 09. |                                                  | Henry Starnes (1. Amtszeit)                      | 1856–1858 | 1816–1896   |                                        |
| 10. |                                                  | Charles-Séraphin Rodier                          | 1858–1862 | 1797–1876   |                                        |
| 11. |                                                  | Jean-Louis Beaudry (1. Amtszeit)                 | 1862–1866 | 1809–1886   |                                        |
|     |                                                  | Henry Starnes (2. Amtszeit)                      | 1866–1868 | 1816–1896   |                                        |
| 12. |                                                  | William Workman                                  | 1868–1871 | 1807–1878   |                                        |
| 13. |                                                  | Charles-Joseph Coursol                           | 1871–1873 | 1819–1888   |                                        |
| 14. |                                                  | Francis Cassidy                                  | 1873      | 1827–1873   |                                        |
| 15. |                                                  | Aldis Bernard                                    | 1873–1875 | 1810–1876   |                                        |
| 16. |                                                  | William Hales Hingston                           | 1875–1877 | 1829–1907   |                                        |
|     |                                                  | Jean-Louis Beaudry (2. Amtszeit)                 | 1877–1879 | 1809–1886   |                                        |
| 17. |                                                  | Sévère Rivard                                    | 1879–1881 | 1834–1888   |                                        |
|     |                                                  | Jean-Louis Beaudry (3. Amtszeit)                 | 1881–1885 | 1809–1886   |                                        |
| 18. |                                                  | Honoré Beaugrand                                 | 1885–1887 | 1848–1906   |                                        |
| 19. |                                                  | John Abbott                                      | 1887–1889 | 1821–1893   |                                        |
| 20. |                                                  | Jacques Grenier                                  | 1889–1891 | 1823–1909   |                                        |
| 21. |                                                  | James McShane                                    | 1891–1893 | 1833–1918   |                                        |
| 22. |                                                  | Alphonse Desjardins                              | 1893–1894 | 1841–1912   |                                        |
| 23. |                                                  | Joseph-Octave Villeneuve                         | 1894–1896 | 1836–1901   |                                        |
| 24. |                                                  | Richard Wilson-Smith                             | 1896–1898 | 1852–1912   |                                        |
| 25. |                                                  | Raymond Préfontaine                              | 1898–1902 | 1850–1905   |                                        |
| 26. |                                                  | James Cochrane                                   | 1902–1904 | 1852–1905   |                                        |
| 27. |                                                  | Hormidas Laporte                                 | 1904–1906 | 1850–1934   |                                        |
| 28. |                                                  | Henry Archer Ekers                               | 1906–1908 | 1855–1937   |                                        |
| 29. |                                                  | Louis Payette                                    | 1908–1910 | 1854–1932   |                                        |
| 30. |                                                  | James John Edmund Guerin                         | 1910–1912 | 1856–1932   |                                        |
| 31. |                                                  | Louis-Arsène Lavallée                            | 1912–1914 | 1861–1936   |                                        |
| 32. |                                                  | Médéric Martin (1. Amtszeit)                     | 1914–1924 | 1869–1946   |                                        |
| 33. |                                                  | Charles Duquette                                 | 1924–1926 | 1869–1937   |                                        |
|     |                                                  | Médéric Martin (2. Amtszeit)                     | 1926–1928 | 1869–1946   |                                        |
| 34. |                                                  | Camillien Houde (1. Amtszeit)                    | 1928–1932 | 1889–1958   |                                        |
| 35. |                                                  | Fernand Rinfret                                  | 1932–1934 | 1883–1939   |                                        |
|     |                                                  | Camillien Houde (2. Amtszeit)                    | 1934–1936 | 1889–1958   |                                        |
| 36. |                                                  | Adhémar Raynault (1. Amtszeit)                   | 1936–1938 | 1891–1984   |                                        |
|     |                                                  | Camillien Houde (3. Amtszeit)                    | 1938–1940 | 1889–1958   |                                        |
|     |                                                  | Adhémar Raynault (2. Amtszeit)                   | 1940–1944 | 1891–1984   |                                        |
|     |                                                  | Camillien Houde (4. Amtszeit)                    | 1944–1954 | 1889–1958   |                                        |
| 37. |                                                  | Jean Drapeau (1. Amtszeit)                       | 1954–1957 | 1916–1999   | Ligue d’action civique                 |
| 38. |                                                  | Sarto Fournier                                   | 1957–1960 | 1908–1980   | Ralliement du Grand Montréal           |
|     |                                                  | Jean Drapeau (2. Amtszeit)                       | 1960–1986 | 1916–1999   | Parti civique                          |
| 39. |                                                  | Jean Doré                                        | 1986–1994 | 1944–2015   | Rassemblement des citoyens de Montréal |
| 40. |                                                  | Pierre Bourque                                   | 1994–2001 | 1942–       | Vision Montréal                        |
| 41. |                                                  | Gérald Tremblay                                  | 2001–2012 | 1942–       | Union Montréal                         |
| 42. |                                                  | Michael Applebaum (interim)                      | 2012–2013 | 1963–       |                                        |
| 43. |                                                  | Laurent Blanchard (interim)                      | 2013      | 1952–       |                                        |
| 44. |                                                  | Denis Coderre                                    | 2013–2017 | 1963–       | Équipe Denis Coderre                   |
| 45. |                                                  | Valérie Plante                                   | 2017–     | 1963–       | Projet Montréal                        |